# Padang Petron
Padang Petron is een bestuurslaag in het regentschap Kaur van de provincie Bengkulu, Indonesië. Padang Petron telt 596 inwoners (volkstelling 2010).